# 格奥尔基·乔治乌-德治
格奥尔基·乔治乌-德治（羅馬尼亞語：Gheorghe Gheorghiu-Dej；1901年11月8日—1965年3月19日），罗马尼亚政治家，曾任罗马尼亚共产党总书记（1944年－1954年）、罗马尼亚工人党第一书记（1955年－1965年）、罗马尼亚人民共和国部长会议主席（1952年－1955年）和罗马尼亚人民共和国国务委员会主席（1961年－1965年）。

## 生平

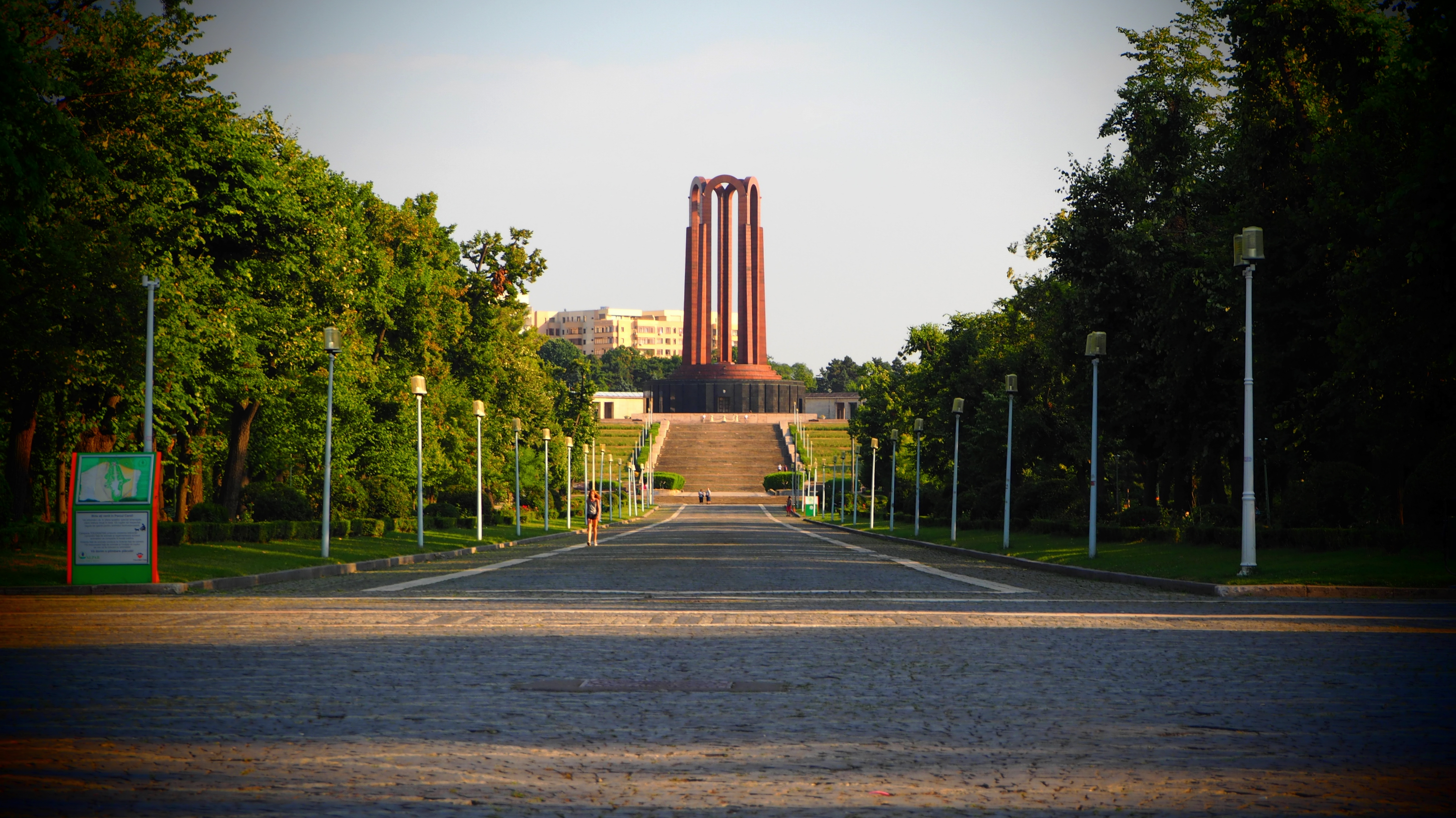
卡羅爾公園中心乔治乌-德治的陵寢

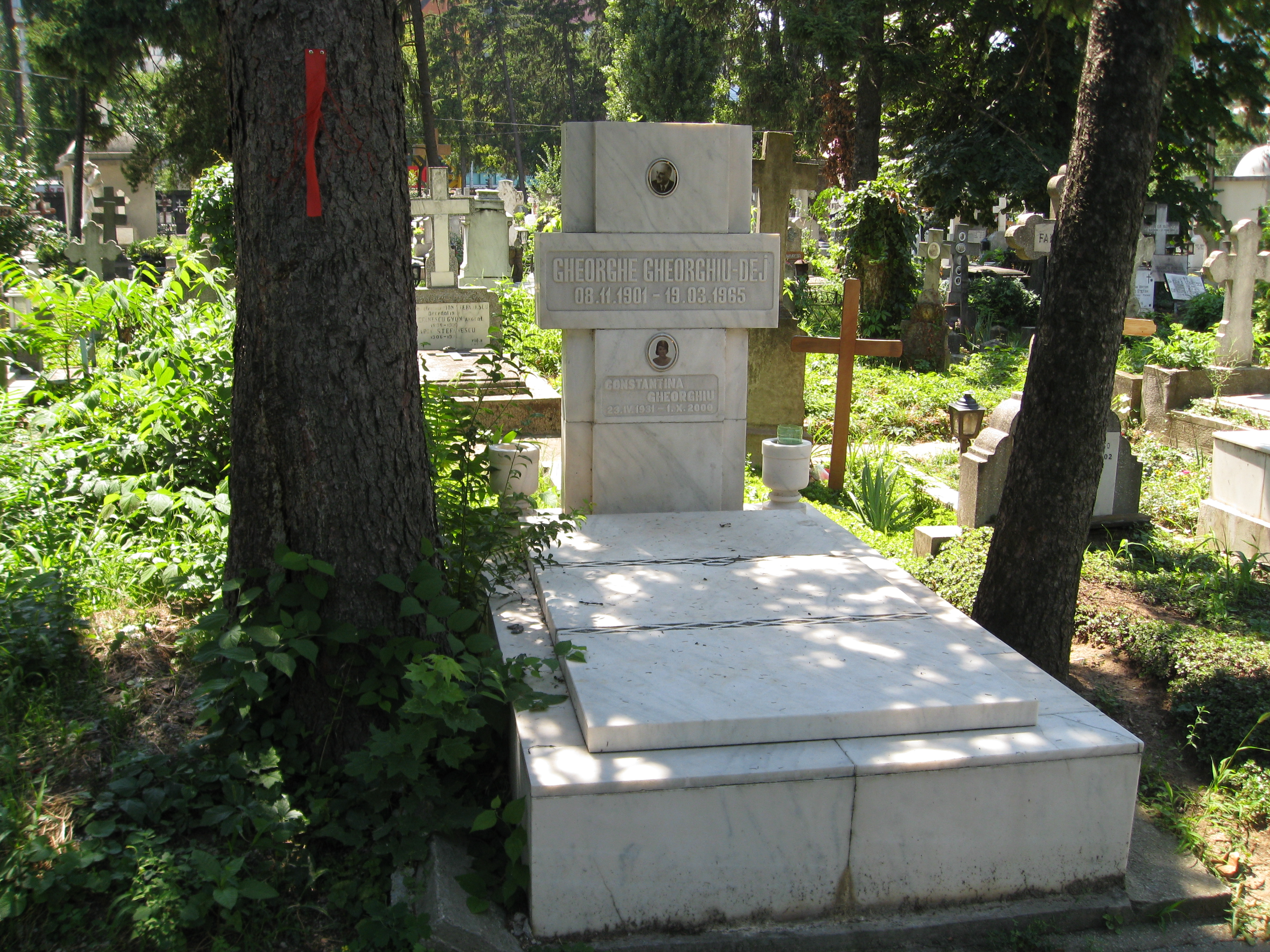
贝卢公墓內乔治乌-德治的墓塚

1901年11月8日，格奥尔基·乔治乌-德治出生于伯尔拉德的工人家庭。1912年开始在罗马尼亚国营铁路公司铁路修配工厂做临时工。
1919年，参加特洛图什河谷地区的革命工人运动和加拉茨的工会活动，被选为罗马尼亚铁路修配厂工会领导人。1930年加入罗马尼亚共产党。1931年他被党派到德治地区工作，为此，他在自己名字后缀以“德治”地名，成为复姓乔治乌-德治。1932年任铁路工人中央行动委员会书记。1933年被捕，被军事法庭判处苦役12年。1934年缺席遴选为罗共中央委员。1944年越狱，领导人民反对德国和安东尼斯库领导的政府。
1947年后，曾历任电讯和公共工程部部长、国民经济委员会主席、工业和商业部长、部长会议第一副主席等要职。曾两次获罗马尼亚人民共和国社会主义劳动英雄称号，并授予金星奖章。
1953年，开始与美国等西方国家接触并改善关系，扩大和加强与西方世界的经贸联系和文化交流。1956年9月率罗马尼亚工人党代表团出席中国共产党第八次全国代表大会。著有《格奥尔基·乔治乌-德治论文和演说集》。1964年4月，發表各國有權決定自己的命運之聲明，企圖擺脫蘇聯控制。蘇聯於8月承認此聲明，羅馬尼亞逐漸以“第三勢力”的面目立身國際。1965年3月19日，格奥尔基·乔治乌-德治在布加勒斯特病逝，罗马尼亚为他举行了隆重的国葬。
1989年羅馬尼亞革命之後，國會於1991年立法將所有埋葬的羅馬尼亞共產黨官員移出纪念塔，乔治乌-德治被改葬在贝卢公墓。